# مطيط
المطيط حساء من المطبخ اليمني مشهور في الأوساط الشعبية في اليمن. هو عبارة عن خليط من الزبادي أو اللبن الرائب والثوم، يصبح جاهزًا حينما يصبح الخليط غليظ القوام. يُشرب ساخنًا أو يُغمس بالخبز.

## طريقة التحضير
1. يُوضع اللبن في قدر ويضاف إليه نفس المقدار من الماء مع التحريك المستمر.
2. يُضاف طحين الشعير مع التحريك المستمر حتى يذوب.
3. يُوضع القدر على النار مع الاستمرار في التحريك.
4. يُقشر الثوم ويهرس ثم يضاف إلى القدر على النار كما يضاف الزعتر الجاف والملح ويقلب المزيج حتى يثخن قوام اللبن ويغلي ثم يرفع عن النار.

5- يُوضع المطيط في طبق التقديم ويقدم ساخنًا.

## أقرا أيضا
مجبوس الدولمة